# Румунська мова в Україні

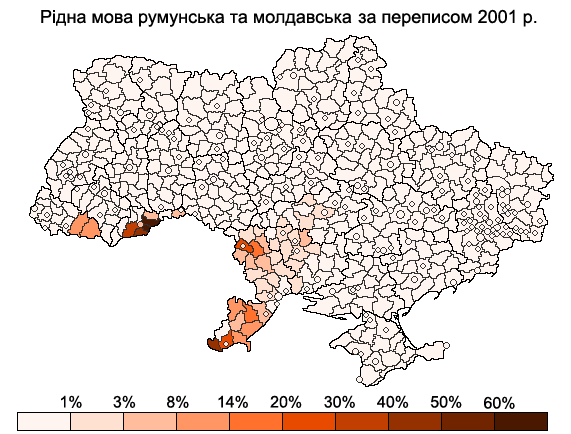
Частка населення, що назвало рідною мовою румунську та молдовську (2001 р.)

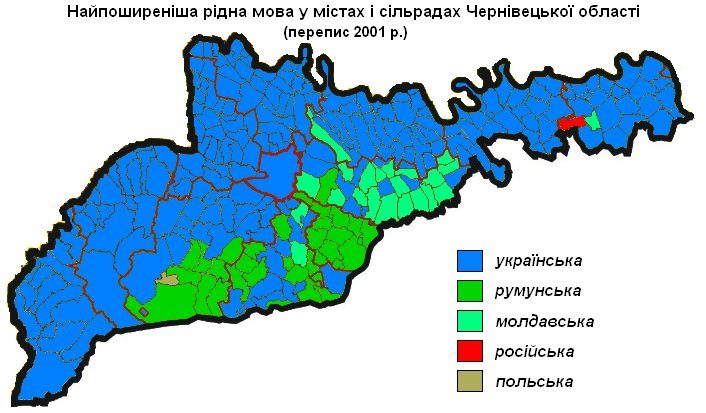
Найпоширеніша рідна мова у містах і сільрадах Чернівецької області за переписом 2001 р.

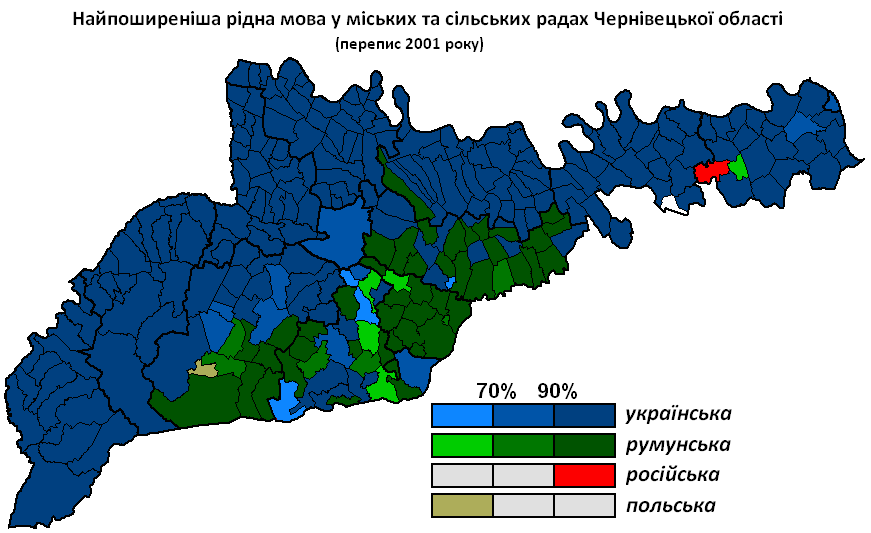
Найпоширеніша рідна мова у містах і сільрадах Чернівецької області за переписом 2001 р.

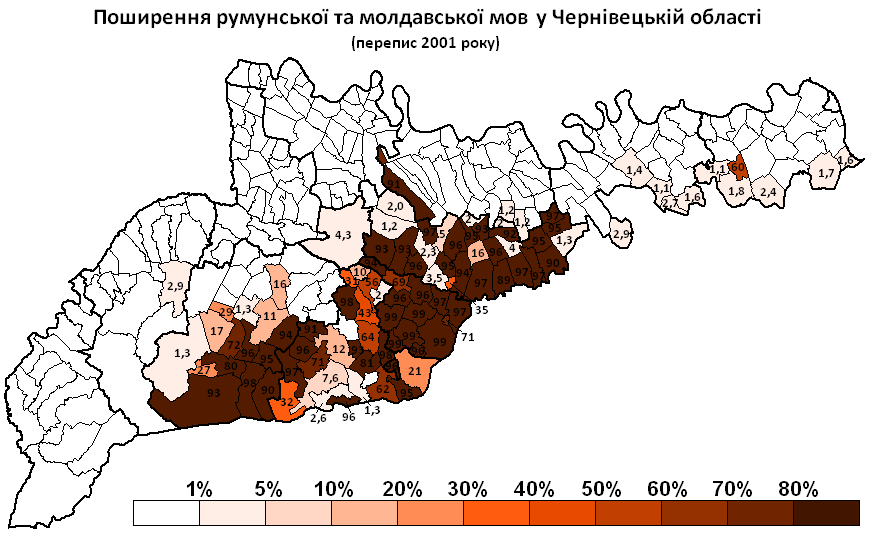
Румунська та молдовська як рідні мови у містах і сільрадах Чернівецької області за переписом 2001 р.

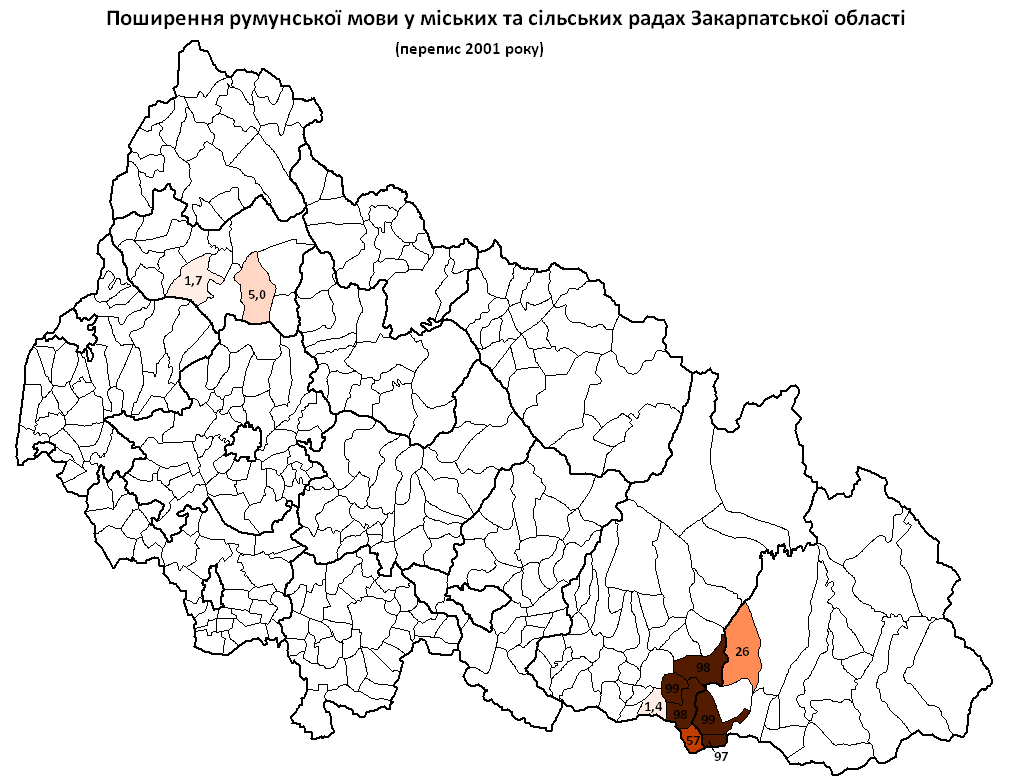
Румунська та як рідна мова у містах і сільрадах Закарпатської області за переписом 2001 р.

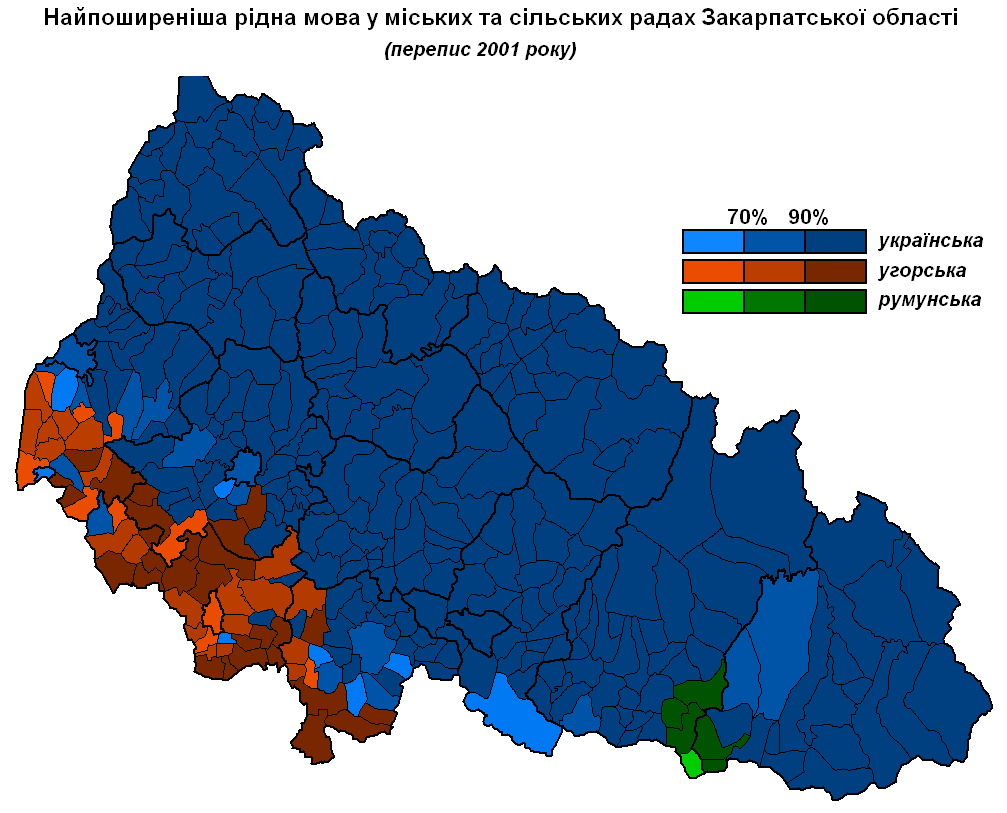
Найпоширеніша рідна мова у містах і сільрадах Закарпатської області за переписом 2001 р.

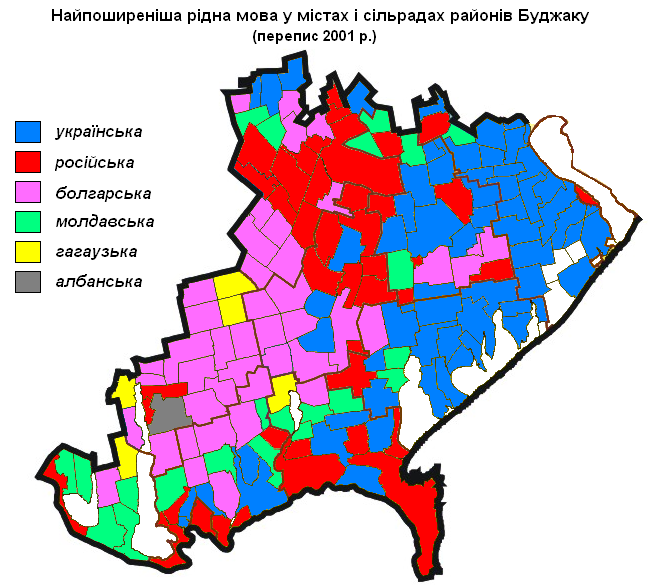
Найпоширеніша рідна мова у містах і сільрадах Буджаку (південь Одеської області) за переписом 2001 р.

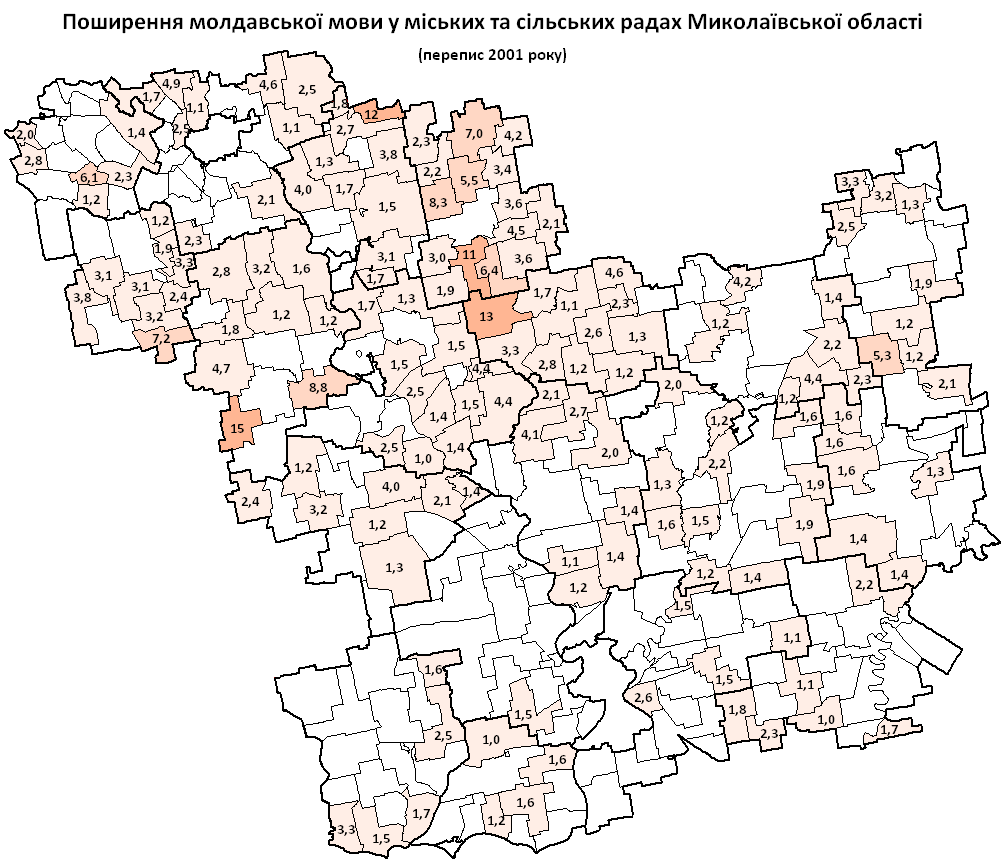
Поширення молдовської мови у міських та сільських радах Миколаївської області за переписом 2001 р.

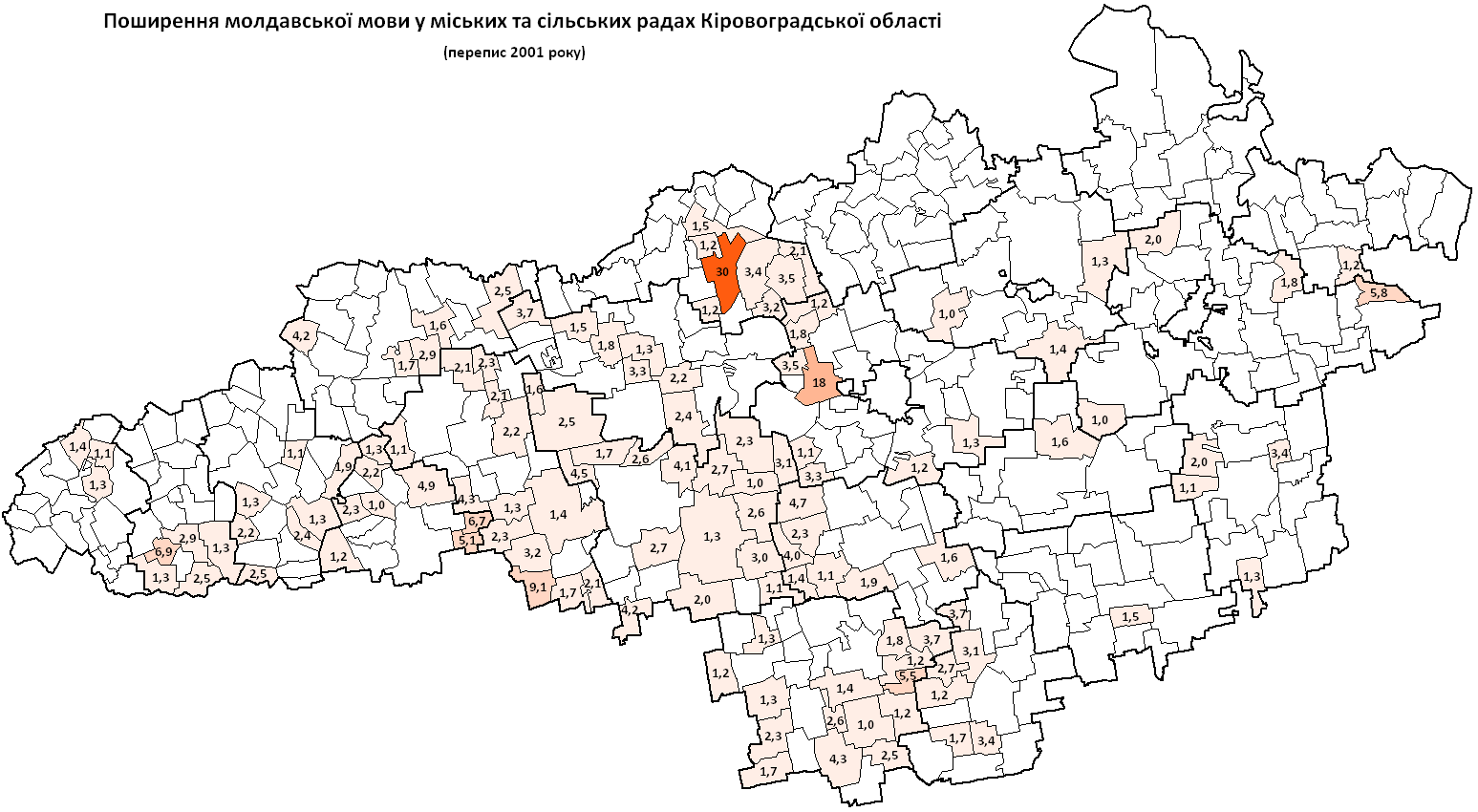
Поширення молдовської мови у міських та сільських радах Кіровоградської області за переписом 2001 р.

Румунська мова в Україні є шостою за поширеністю (і третьою,  якщо рахувати разом з молдовською) мовою України, що за переписом 2001 року налічувала 142 671 носіїв (0,3% населення України). Майже все румунськомовне населення (98,9%) проживає на території двох областей, Чернівецької (108 859 осіб) та Закарпатської (32 224 осіб), де вони становлять 11,9% та 2,6% населення відповідно. Румунськомовне населення абсолютно переважає у Герцаївському районі (92,2%), а також становить значну частку населення Глибоцького (40,1%), Сторожинецького (35,4%) районів Чернівецької області та Тячівського (12,4%) і Рахівського (11,5%) районів Закарпатської області.

## Поширеність
Рідна мова румунів України за переписами
|            | 1970  | 1979  | 1989  | 2001  |
| ---------- | ----- | ----- | ----- | ----- |
| румунська  | 88,7% | 86,5% | 86,6% | 92,2% |
| українська | 8,9%  | 10,3% | 9,8%  | 6,2%  |
| російська  | 2,1%  | 3,1%  | 3,5%  | 1,5%  |

Рідна мова молдован України за переписами:
|            | 1979 | 1989 | 2001 |
| ---------- | ---- | ---- | ---- |
| румунська  | 79,9 | 78,0 | 70,0 |
| російська  | 14,1 | 15,5 | 17,6 |
| українська | 5,7  | 6,1  | 10,7 |
| інша       | 0,3  | 0,4  | 1,7  |

Вільне володіння румунською та молдовською мовами серед румунів України за даними переписів:
- 2001 — 94,5%
- 1989 — 90,9%

Райони та міста компактного проживання румунів за результатами перепису 2001 року.
| Місто/Район          | Область      | Рідна мова румунська | Румуни за національністю | Румунськомовні / румуни |
| -------------------- | ------------ | -------------------- | ------------------------ | ----------------------- |
| Герцаївський район   | Чернівецька  | 92,2%                | 91,5%                    | 101%                    |
| Глибоцький район     | Чернівецька  | 40,1%                | 45,3%                    | 89%                     |
| Сторожинецький район | Чернівецька  | 35,4%                | 36,8%                    | 96%                     |
| Тячівський район     | Закарпатська | 12,4%                | 12,4%                    | 100%                    |
| Рахівський район     | Закарпатська | 11,5%                | 11,6%                    | 99%                     |
| Новоселицький район  | Чернівецька  | 9,3%                 | 6,8%                     | 138%                    |
| м. Чернівці          | Чернівецька  | 3,3%                 | 4,5%                     | 73%                     |

Райони та міста компактного проживання молдован за результатами перепису 2001 року.
| Місто/Район                  | Область        | Рідна мова румунська | Молдовани за національністю | Румунськомовні/ молдовани |
| ---------------------------- | -------------- | -------------------- | --------------------------- | ------------------------- |
| Новоселицький район          | Чернівецька    | 54,7%                | 57,5%                       | 95%                       |
| Ренійський район             | Одеська        | 40,8%                | 49,0%                       | 83%                       |
| Ізмаїльський район           | Одеська        | 26,2%                | 27,6%                       | 95%                       |
| Подільський район            | Одеська        | 22,8%                | 25,9%                       | 88%                       |
| Саратський район             | Одеська        | 17,6%                | 19,0%                       | 93%                       |
| Ананьївський район           | Одеська        | 16,1%                | 18,1%                       | 89%                       |
| Кілійський район             | Одеська        | 12,8%                | 15,8%                       | 81%                       |
| Тарутинський район           | Одеська        | 12,7%                | 16,5%                       | 77%                       |
| Татарбунарський район        | Одеська        | 8,5%                 | 9,4%                        | 90%                       |
| Хотинський район             | Чернівецька    | 6,9%                 | 7,1%                        | 98%                       |
| Окнянський район             | Одеська        | 6,9%                 | 11,0%                       | 62%                       |
| Глибоцький район             | Чернівецька    | 5,9%                 | 6,1%                        | 96%                       |
| Білгород-Дністровський район | Одеська        | 5,0%                 | 6,2%                        | 81%                       |
| Ширяївський район            | Одеська        | 4,3%                 | 5,2%                        | 82%                       |
| Захарівський район           | Одеська        | 4,1%                 | 5,7%                        | 71%                       |
| Любашівський район           | Одеська        | 3,7%                 | 5,9%                        | 63%                       |
| Братський район              | Миколаївська   | 3,2%                 | 4,9%                        | 65%                       |
| Арцизький район              | Одеська        | 3,1%                 | 6,3%                        | 49%                       |
| Сокирянський район           | Чернівецька    | 3,0%                 | 3,4%                        | 86%                       |
| Великомихайлівський район    | Одеська        | 3,0%                 | 3,8%                        | 78%                       |
| Миколаївський район          | Одеська        | 2,7%                 | 3,7%                        | 72%                       |
| Роздільнянський район        | Одеська        | 2,5%                 | 5,2%                        | 49%                       |
| Єланецький район             | Миколаївська   | 2,5%                 | 3,7%                        | 68%                       |
| Подільськ                    | Одеська        | 2,3%                 | 5,1%                        | 44%                       |
| Іванівський район            | Одеська        | 2,2%                 | 3,3%                        | 67%                       |
| Арбузинський район           | Миколаївська   | 2,2%                 | 3,0%                        | 73%                       |
| Доманівський район           | Миколаївська   | 2,1%                 | 2,8%                        | 75%                       |
| Новомиргородський район      | Кіровоградська | 1,9%                 | 2,8%                        | 69%                       |
| Ізмаїл                       | Одеська        | 1,8%                 | 4,3%                        | 42%                       |
| Врадіївський район           | Миколаївська   | 1,6%                 | 2,5%                        | 64%                       |
| Герцаївський район           | Чернівецька    | 1,6%                 | 2,3%                        | 68%                       |
| Вознесенський район          | Миколаївська   | 1,6%                 | 2,6%                        | 62%                       |
| Балтський район              | Одеська        | 1,5%                 | 2,0%                        | 75%                       |
| Новоукраїнський район        | Кіровоградська | 1,3%                 | 2,1%                        | 63%                       |
| Біляївський район            | Одеська        | 1,3%                 | 2,5%                        | 50%                       |
| Білгород-Дністровський       | Одеська        | 1,2%                 | 1,9%                        | 65%                       |
| Первомайський район          | Миколаївська   | 1,2%                 | 1,9%                        | 63%                       |
| Савранський район            | Одеська        | 1,1%                 | 1,5%                        | 75%                       |
| Березанський район           | Миколаївська   | 1,1%                 | 2,3%                        | 48%                       |
| Веселинівський район         | Миколаївська   | 1,1%                 | 1,8%                        | 61%                       |
| Кропивницький район          | Кіровоградська | 1,1%                 | 1,9%                        | 57%                       |
| Чернівці                     | Чернівецька    | 1,1%                 | 1,6%                        | 67%                       |

Населені пункти, у яких румунську мову назвали рідною більшість населення.
Населені пункти Чернівецької області, у яких румунську мову назвали рідною більшість населення
| населений пункт    | район                | область      | % румунськомовних |
| ------------------ | -------------------- | ------------ | ----------------- |
| с. Пещера          | Тячівський район     | Закарпатська | 100,0             |
| с. Підвальне       | Герцаївський район   | Чернівецька  | 99,3              |
| с. Топчино         | Тячівський район     | Закарпатська | 99,1              |
| с. Петрашівка      | Герцаївський район   | Чернівецька  | 98,9              |
| с. Велика Буда     | Герцаївський район   | Чернівецька  | 98,7              |
| с. Мала Буда       | Герцаївський район   | Чернівецька  | 98,6              |
| с. Середнє Водяне  | Рахівський район     | Закарпатська | 98,6              |
| с. Глибокий Потік  | Тячівський район     | Закарпатська | 98,4              |
| с. Тернавка        | Герцаївський район   | Чернівецька  | 98,4              |
| с. Добрік          | Рахівський район     | Закарпатська | 98,3              |
| с. Хряцька         | Герцаївський район   | Чернівецька  | 98,3              |
| с. Байраки         | Герцаївський район   | Чернівецька  | 98,1              |
| с. Круп'янське     | Герцаївський район   | Чернівецька  | 98,1              |
| с. Станівці        | Глибоцький район     | Чернівецька  | 98,1              |
| с. Великосілля     | Герцаївський район   | Чернівецька  | 98,0              |
| с. Глибочок        | Сторожинецький район | Чернівецька  | 97,8              |
| с. Нижня Апша      | Тячівський район     | Закарпатська | 97,6              |
| с. Волока          | Глибоцький район     | Чернівецька  | 97,5              |
| с. Дяківці         | Герцаївський район   | Чернівецька  | 97,5              |
| с. Їжівці          | Сторожинецький район | Чернівецька  | 97,3              |
| с. Біла Церква     | Рахівський район     | Закарпатська | 97,0              |
| с. Подішор         | Тячівський район     | Закарпатська | 97,0              |
| с. Купка           | Глибоцький район     | Чернівецька  | 96,9              |
| с. Поляна          | Глибоцький район     | Чернівецька  | 96,6              |
| с. Молниця         | Герцаївський район   | Чернівецька  | 96,5              |
| с. Годинівка       | Герцаївський район   | Чернівецька  | 96,4              |
| с. Грушівка        | Глибоцький район     | Чернівецька  | 96,4              |
| с. Багринівка      | Глибоцький район     | Чернівецька  | 96,3              |
| с. Буківка         | Герцаївський район   | Чернівецька  | 96,1              |
| с. Йорданешти      | Глибоцький район     | Чернівецька  | 95,8              |
| с. Буденець        | Сторожинецький район | Чернівецька  | 95,7              |
| с. Нижні Петрівці  | Сторожинецький район | Чернівецька  | 95,7              |
| с. Нижні Синівці   | Глибоцький район     | Чернівецька  | 95,5              |
| с. Горбова         | Герцаївський район   | Чернівецька  | 95,3              |
| с. Куликівка       | Герцаївський район   | Чернівецька  | 95,2              |
| с. Верхні Петрівці | Сторожинецький район | Чернівецька  | 94,7              |
| с. Опришени        | Глибоцький район     | Чернівецька  | 94,3              |
| с. Луковиця        | Герцаївський район   | Чернівецька  | 94,6              |
| с. Верхні Синівці  | Глибоцький район     | Чернівецька  | 94,2              |
| с. Ропча           | Сторожинецький район | Чернівецька  | 94,0              |
| с. Могилівка       | Герцаївський район   | Чернівецька  | 93,3              |
| с. Остриця         | Герцаївський район   | Чернівецька  | 93,2              |
| смт Красноїльськ   | Сторожинецький район | Чернівецька  | 92,3              |
| с. Просіка         | Глибоцький район     | Чернівецька  | 92,2              |
| с. Банчени         | Герцаївський район   | Чернівецька  | 92,1              |
| с. Димка           | Глибоцький район     | Чернівецька  | 91,8              |
| с. Лунка           | Герцаївський район   | Чернівецька  | 91,8              |
| с. Карапчів        | Глибоцький район     | Чернівецька  | 91,0              |
| с. Сучевени        | Глибоцький район     | Чернівецька  | 87,6              |
| с. Радгоспівка     | Герцаївський район   | Чернівецька  | 82,1              |
| с. Чудей           | Сторожинецький район | Чернівецька  | 82,1              |
| с. Тереблече       | Глибоцький район     | Чернівецька  | 80,7              |
| с. Плаюць          | Рахівський район     | Закарпатська | 78,2              |
| с. Череш           | Сторожинецький район | Чернівецька  | 71,3              |
| с. Аршиця          | Сторожинецький район | Чернівецька  | 69,5              |
| м. Герца           | Герцаївський район   | Чернівецька  | 68,1              |
| с. Цурень          | Герцаївський район   | Чернівецька  | 66,6              |
| с. Бояни           | Новоселицький район  | Чернівецька  | 63,5              |
| с. Остриця         | Новоселицький район  | Чернівецька  | 60,1              |
| смт Солотвино      | Тячівський район     | Закарпатська | 56,5              |
| с. Просокиряни     | Глибоцький район     | Чернівецька  | 56,1              |

Румунська мова була визнана регіональною:
- села Нижні Петрівці, Їжівці Сторожинецького району Чернівецької області[13][14]
- села Волока, Грушівка Глибоцького району Чернівецької області[15]
- села Магала, Буда, Остриця, Прут, Тарасівці Новоселицького району Чернівецької області[16]
- села Біла Церква, Нижня Апша Рахівського району Закарпатської області[17]

Населені пункти, у яких (молдовську) румунську мову назвали рідною понад 50% населення.
| Населений пункт  | Район                  | Область     | % румунськомовних |
| с. Міняйлівка    | Саратський             | Одеська     | 97,9              |
| с. Думени        | Новоселицький          | Чернівецька | 97,5              |
| с. Фуратівка     | Саратський             | Одеська     | 97,4              |
| с. Драниця       | Новоселицький          | Чернівецька | 97,3              |
| с. Балківці      | Новоселицький          | Чернівецька | 96,7              |
| с. Старосілля    | Саратський             | Одеська     | 96,7              |
| с. Припруття     | Новоселицький          | Чернівецька | 96,3              |
| с. Новоіванківці | Новоселицький          | Чернівецька | 96,1              |
| с. Озерне        | Ізмаїльський           | Одеська     | 95,5              |
| с. Орлівка       | Ренійський             | Одеська     | 95,1              |
| с. Рокитне       | Новоселицький          | Чернівецька | 95,1              |
| с. Костичани     | Новоселицький          | Чернівецька | 94,8              |
| с. Строїнці      | Новоселицький          | Чернівецька | 94,8              |
| с. Негринці      | Новоселицький          | Чернівецька | 94,7              |
| с. Тарасівці     | Новоселицький          | Чернівецька | 94,6              |
| с. Комишівка     | Ізмаїльський           | Одеська     | 94,5              |
| с. Стальнівці    | Новоселицький          | Чернівецька | 94,4              |
| с. Несвоя        | Новоселицький          | Чернівецька | 94,3              |
| с. Гандрабури    | Ананьївський           | Одеська     | 94                |
| с. Приозерне     | Кілійський             | Одеська     | 93,4              |
| с. Лиманське     | Ренійський             | Одеська     | 93,3              |
| с. Маршинці      | Новоселицький          | Чернівецька | 93,2              |
| с. Плавні        | Ренійський             | Одеська     | 93,1              |
| с. Долинське     | Ренійський             | Одеська     | 92,8              |
| с. Крутоярівка   | Білгород-Дністровський | Одеська     | 92,7              |
| с. Берестя       | Новоселицький          | Чернівецька | 92,6              |
| с. Точилове      | Ананьївський           | Одеська     | 92,6              |
| с. Дмитрівка     | Кілійський             | Одеська     | 92,3              |
| с. Новосільське  | Ренійський             | Одеська     | 92,1              |
| с. Форосна       | Новоселицький          | Чернівецька | 92                |
| с. Борисівка     | Татарбунарський        | Одеська     | 91,7              |
| с. Надрічне      | Тарутинський           | Одеська     | 91,6              |
| с. Новоселівка   | Саратський             | Одеська     | 91,6              |
| с. Іванчанка     | Тарутинський           | Одеська     | 91,5              |
| с. Колінківці    | Хотинський             | Чернівецька | 91,1              |
| с. Утконосівка   | Ізмаїльський           | Одеська     | 90,6              |
| с. Липецьке      | Подільський            | Одеська     | 90,1              |
| с. Боянівка      | Новоселицький          | Чернівецька | 89,6              |
| с. Ванчиківці    | Новоселицький          | Чернівецька | 88,7              |
| с. Малинівка     | Новоселицький          | Чернівецька | 87,7              |
| с. Червоний Яр   | Кілійський             | Одеська     | 86,6              |
| с. Кошуляни      | Новоселицький          | Чернівецька | 85,7              |
| с. Мамалига      | Новоселицький          | Чернівецька | 82,4              |
| с. Прут          | Новоселицький          | Чернівецька | 82,1              |
| с. Стара Кульна  | Подільський            | Одеська     | 81,1              |
| с. Глибоке       | Татарбунарський        | Одеська     | 79,7              |
| с. Новоселівка   | Тарутинський           | Одеська     | 79,4              |
| с. Привороки     | Глибоцький             | Чернівецька | 78,3              |
| с. Нові Бутори   | Великомихайлівський    | Одеська     | 77,8              |
| с. Фурманівка    | Кілійський             | Одеська     | 76,7              |
| с. Нова Покровка | Ізмаїльський           | Одеська     | 76,6              |
| с. Фараонівка    | Саратський             | Одеська     | 74,8              |
| с. Шишківці      | Сокирянський           | Чернівецька | 71,6              |
| с. Динівці       | Новоселицький          | Чернівецька | 69,9              |
| с. Гай           | Новоселицький          | Чернівецька | 69,2              |
| с. Гидерим       | Подільський            | Одеська     | 68,7              |
| с. Казбеки       | Подільський            | Одеська     | 68,6              |
| с. Черленівка    | Новоселицький          | Чернівецька | 67,2              |
| с. Матильдівка   | Тарутинський район     | Одеська     | 67,1              |
| с. Магала        | Новоселицький район    | Чернівецька | 59,9              |
| с. Олександрівка | Подільський            | Одеська     | 59,5              |
| с. Новосілка     | Тарутинський           | Одеська     | 58                |
| с. Буда          | Новоселицький          | Чернівецька | 54,3              |
| с. Розівка       | Окнянський             | Одеська     | 53,3              |

## Культура
Румуни в Україні користаються, майже винятково в Чернівецькій області, своєрідною культурною автономією. У Чернівцях виходять румунською мовою 12 обласних газет серед них найтиражніша — «Зориле Буковиней» та 3 районні двомовні українсько-румунські газети. Окреме видавництво випускає видання румунською мовою. Існують початкові й середні школи з румунською викладовою мовою; в Чернівецькому Університеті є кафедра романської філології. Діють самодіяльні гуртки румунської пісні, танку тощо. Ряд членів Союзу Письменників України пише румунською мовою.Також у Чернівцях 20 листопада 2012 р. відбулася прес-конференція з приводу відкриття румунської бібліотеки „Голос Буковини” з ініціативи академіка Александріни Чернової та колективу Видавництва „Олександра Доброго”, за підтримки Департаменту румун зарубіжжя, що діє при МЗС Румунії. В новій бібліотеці можна знайти багато рідкісних, старих та нових книжок, монографій, підручників, журналів, словників румунською мовою на будь-яку тему, з будь-якої галузі. Особливо корисними ці праці можуть виявитися для спеціалістів та дослідників спільної українсько-румунської історії, а також сучасних українсько-румунських відносин.
Освіта румунською мовою у 2008/2009 н.р.
| Кількість закладів з навчанням румунською мовою | Навчальний процес румунською мовою, учнів | Вивчають румунську мову як предмет | Вивчають факультативно або в гуртках | Спільний відсоток до загальної кількості учнів (4 438 383) | Відсоток румунів за Переписом-2001 |
| ----------------------------------------------- | ----------------------------------------- | ---------------------------------- | ------------------------------------ | ---------------------------------------------------------- | ---------------------------------- |
| 89                                              | 21671                                     | 683                                | —                                    | 0,51%                                                      | 0,31%                              |

## Релігія
У 106 православних церквах та монастирях, у Закарпатській та Чернівецькій областях, богослужіння відбувається румунською мовою. У Молитовних будинках (Casa de rugăciune) протестантських конфесій, розташованих у румунськомовних населених пунктах, богослужіння теж відбувається румунською мовою.